# Liste der Landschaftsschutzgebiete im Landkreis Bamberg
Im Landkreis Bamberg gibt es fünf Landschaftsschutzgebiete. (Stand: November 2018)

## Hinweise zu den Angaben in der Tabelle
- Gebietsname: Amtliche Bezeichnung des Schutzgebietes
- Bild/Commons: Bild und Link zu weiteren Bildern aus dem Schutzgebiet
- LSG-ID: Amtliche Nummer des Schutzgebietes
- WDPA-ID: Link zum Eintrag des Schutzgebietes in der World Database on Protected Areas
- Wikidata: Link zum Wikidata-Eintrag des Schutzgebietes
- Ausweisung: Datum der Ausweisung als Schutzgebiet
- Gemeinde(n): Gemeinden, auf denen sich das Schutzgebiet befindet
- Lage: Geografischer Standort
- Fläche: Gesamtfläche des Schutzgebietes in Hektar
- Flächenanteil: Anteilige Flächen des Schutzgebietes in Landkreisen/Gemeinden, Angabe in % der Gesamtfläche
- Bemerkung: Besonderheiten und Anmerkungen

Bis auf die Spalte Lage sind alle Spalten sortierbar.
| Gebietsname                                                                     | Bild/Commons   | LSG-ID       | WDPA-ID | Wikidata  | Ausweisung | Gemeinde(n) | Lage     | Fläche ha | Flächenanteil | Bemerkung |
| ------------------------------------------------------------------------------- | -------------- | ------------ | ------- | --------- | ---------- | ----------- | -------- | --------- | --- | --------- |
| LSG Fränkische Schweiz – Veldensteiner Forst im Regierungsbezirk Oberfranken    | weitere Bilder | LSG-00556.01 | 396107  | Q59635232 | 2001       |             | Position | 100393,8  | Landkreis Bamberg (23,2 %), Landkreis Bayreuth (34,0 %), Landkreis Forchheim (25,8 %), Landkreis Kulmbach (4,5 %), Landkreis Lichtenfels (12,6 %)                                                    |           |
| LSG innerhalb des Naturparks Hassberge (ehemals Schutzzone)                     | weitere Bilder | LSG-00573.01 | 396122  | Q59632927 | 1987       |             | Position | 56385,96  | Landkreis Bamberg (12,3 %), Landkreis Rhön-Grabfeld (19,5 %), Landkreis Haßberge (66,6 %), Landkreis Schweinfurt (1,6 %)                                                                             |           |
| LSG innerhalb des Naturparks Steigerwald (ehemals Schutzzone)                   | weitere Bilder | LSG-00569.01 | 396119  | Q59586157 | 1988       |             | Position | 88558,46  | Landkreis Bamberg (20,3 %), Landkreis Erlangen-Höchstadt (3,6 %), Landkreis Neustadt an der Aisch (38,4 %), Landkreis Haßberge (17,0 %), Landkreis Kitzingen (14,0 %), Landkreis Schweinfurt (6,7 %) |           |
| Säugries                                                                        | weitere Bilder | LSG-00474.01 | 395982  | Q59637995 | 1993       |             | Position | 85,71     | Landkreis Bamberg (100 %) |           |
| Schutz von Landschaftsteilen im Stadt- und Landkreis Bamberg LSG Hauptsmoorwald | weitere Bilder | LSG-00533.01 | 396066  | Q59637997 | 2000       |             | Position | 3045,84   | Bamberg (21,8 %), Landkreis Bamberg (78,2 %) |           |